# 7733 Segarpassi
7733 Segarpassi este o planetă minoră (asteroid) din centura de asteroizi. A fost descoperită pe 25 iunie 1979 la Observatorul Siding Spring de Eleanor F. Helin. 
Obiectul prezintă o orbită caracterizată de o semiaxă mare de 2,3738102 UAi, o excentricitate de 0,15, o înclinație de 3,8389 ° în raport cu ecliptica.